# Danmark i olympiska vinterspelen 2014
Danmark deltog i de Olympiska vinterspelen 2014 i Sotji, Ryssland med en trupp på 12 aktiva. Fanbärare av den danska truppen på invigningen i Sotjis Olympiastadion var Lene Nielsen.
Danmark hade aktiva inom curling, längdskidor och alpin skidåkning men tog ingen medalj i detta OS. Den bästa placeringen blev två 6:e platser i herr- och damcurlingen.

## Idrottare

### Alpin skidåkning
- Christoffer Faarup

### Längdskidåkning
- Martin Møller

### Curling

#### Damer
- Lene Nielsen
- Helle Simonsen
- Jeanne Ellegaard
- Maria Paulsen
- Mette de Neergaard

#### Herrar
- Rasmus Stjerne
- Johnny Frederiksen
- Mikkel Poulsen
- Troels Harry
- Lars Vilandt

## Resultat

### Alpin skidåkning
| Idrottare          | Tävling          | Första åket | Första åket | Andra åket | Andra åket | Totalt  | Totalt |
| Idrottare          | Tävling          | Tid         | Rank        | Tid        | Rank 1     | Tid     | Rank   |
| ------------------ | ---------------- | ----------- | ----------- | ---------- | ---------- | ------- | ------ |
| Christoffer Faarup | Störtlopp        | i.u.        | i.u.        | i.u.       | i.u.       | 2:12.55 | 37     |
| Christoffer Faarup | Super-G          | i.u.        | i.u.        | i.u.       | i.u.       | 1:23.34 | 47     |
| Christoffer Faarup | Superkombination | 1:57.96     | 39          | 1:10.36    | 34         | 3:08.32 | 34     |

### Längdskidåkning
| Idrottare     | Tävling         | Klassisk stil | Klassisk stil | Fri stil | Fri stil | Final     | Final              | Final |
| Idrottare     | Tävling         | Tid           | Rank          | Tid      | Rank     | Tid       | Tid efter vinnaren | Rank  |
| ------------- | --------------- | ------------- | ------------- | -------- | -------- | --------- | ------------------ | ----- |
| Martin Møller | 15 km           | i.u.          | i.u.          | i.u.     | i.u.     | 43:29.7   | +5:00.0            | 58    |
| Martin Møller | 30 km skiathlon | 38:59.0       | 56            | 34:33.3  | 45       | 1:14:05.1 | +5:49.7            | 52    |
| Martin Møller | 50 km fristil   | i.u.          | i.u.          | i.u.     | i.u.     | 1:52:32.7 | +5:37.5            | 45    |
| Martin Møller | Sprint          | 3:44.38       | i.u.          | 54       |          |           |                    |       |

### Curling
| Herrar                                                                     | Herrar    | Damer                                                                         | Damer     |
| Idrottare                                                                  | Placering | Idrottare                                                                     | Placering |
| -------------------------------------------------------------------------- | --------- | ----------------------------------------------------------------------------- | --------- |
| Rasmus Stjerne Johnny Frederiksen Mikkel Poulsen Troels Harry Lars Vilandt | 6         | Lene Nielsen Helle Simonsen Jeanne Ellegaard Maria Paulsen Mette de Neergaard | 6         |